# Национальный парк культуры и отдыха (Улан-Батор)
Национальный парк культуры и отдыха (монг. Үндэсний соёл амралтын хүрээлэн) — крупнейший парк в столице Монголии, Улан-Баторе. Располагается в районе Сухэ-Батор, в южной части треугольника, образуемого проспектом Чингиса, Олимпийской улицей и шоссе Нарны.

## История
Парк был основан 10 ноября 1965 года с целью организации места отдыха и развлечения столичной молодёжи и детей, как «Городской парк культуры и отдыха». Первым директором парка стал С. Дашдэндэв, и проработал на этом посту до 1971 года. На строительстве парка трудилось свыше 70 тыс. людей, включая молодёжь и общественных активистов. Строительство его началось в 1966 году и было завершено через три года. На момент его открытия в нём было 6000 единиц зелёных насаждений, пионерская площадка, круг для верховой езды, телескоп, мини-поезд, детские машинки, качели, юрта сказок, тир, кинотеатр, биллиард, лодочный причал и прочие аттракционы и игры.
Начиная с осени 1979 года в парке начались работы по рытью искусственного озера, и в следующем году ввели в действие. В 1981—1983 годах парк получил масштабное финансирование, и в СССР был закуплен ряд новых игровых автоматов и аттракционов для взрослых и детей. В 1986 году в парке основали художественно-ремесленную мастерскую, начали работы по возведению ограды и ворот, возвели здание для общества народной культуры «Түмэн Эх», дворец «Хотол баясгалант», помещение для обслуживания иностранных туристов, поставили декоративную юрты и обновили здание игровых автоматов.
В 1991 году парк получил название «Монгольского национального парка культуры и отдыха». В 2005 году по решению градоправления здания парка были снесены, и организовано совместное предприятие «Национальный парк культуры и отдыха», действующее по сей день. Кардинальная реконструкция парка, длившаяся на протяжении нескольких лет, была направлена на приведение обслуживания в нём к международным стандартам и создание полноценного современного развлекательного центра. В настоящее время, помимо 15 видов аттракционов, автоматов, видеоигр, в парке действуют шесть ресторанов, замок, колесо обозрения, имеет площадь в 35 га, из которых 25 га — зелёные насаждения, 1,8 га — озеро, и 5,6 га — аттракционы.